# Macrauchenia boliviensis
Macrauchenia boliviensis es una especie extinta de la familia Macraucheniidae, que vivió  durante la era cenozoica.
Habitó en las llanuras de Sudamérica en el Terciario y Cuaternario desapareciendo hace algo más de 8.500 años. Se han hallado restos en Brasil, Paraguay, Bolivia, Uruguay, Chile y Argentina. Charles Darwin recogió algunos huesos de Macrauchenia durante su travesía a bordo del Beagle.